# Eremocharis confinis
Eremocharis confinis är en flockblommig växtart som beskrevs av Ivan Murray Johnston. Eremocharis confinis ingår i släktet Eremocharis och familjen flockblommiga växter. Inga underarter finns listade i Catalogue of Life.